# Constantin Andreescu (istoric)
Constantin Andreescu (n. 5 mai 1904, Huși - m. 11 august 1951, București) a fost un istoric român.

## Biografie
Constantin Andreescu s-a născut la Huși, județul Vaslui, România, la 5 mai 1904. A urmat studiile secundare și pe cele universitare la Iași în 1926 finalizându-le. Urmează apoi studiile în Franța (1926-1928). Acolo a făcut cercetări de arhivă (1926-1928, 1929-1930). A obținut doctoratul în 1928 în litere la Universitatea din București. A fost cadru didactic universitar la Universitatea de la Iași la catedra de istorie medievală ocupând următoarele poziții: asistent (din 1927), profesor suplinitor (1931-1937). A predat și la Universitatea din București ca și profesor de istorie universală medievală (1940-1942). A fost cercetător la Institutul de istorie al Academiei din București (1948-1951). S-a specializat în disciplina științele auxiliare și precum în istoria medievală a Moldovei. A întreprins un manual de paleografie latină în limba română (1938), fiind și primul manual. A editat numeroase documente moldovenești.

## Opera
Studii publicate în volume de specialitate:
Ștefăniță Lupu, domn al Moldovei (1659-1661), București, 1938, (în colaborare).
Documente si regeste Vol. I. Documente moldovenești din sec. XVI, Iași, 1934 (în colaborare).
Lucrări:
Manual de paleografie latină, Iași, 1938.
Evoluția învățământului în Moldova și istoricul Liceului Național din Iași, Iași, 1935.
La France et la politique orientate de Catherine II d'apres les rapports des ambas- sadeurs frangais a St. Petersbourg (1775- 1792 ), în Melanges de l'Ecole roumaine en France", 1930.
Știri noi asupra aducerii apei in Iași în cursul sec. XVIII și la începutul sec. XIX, în Arhiva Românească, t. III (1939).
Documentele Kogălnicenilor din arhiva Fundației culturale Mihail Kogălniceanu, Arhiva Românească, t. VII (1941).
Știință și tehnică în istorie, "în Hrisovul", IV (1944).
Documentele satului Meicișeni din județul Covurluiului, în Arhiva Românească, t. X (1946), p. 197-270.